# Cissuvora ampelopsis
Cissuvora ampelopsis is een vlinder uit de familie wespvlinders (Sesiidae), onderfamilie Sesiinae.
Cissuvora ampelopsis is voor het eerst wetenschappelijk beschreven door Engelhardt in 1946. De soort komt voor in het Nearctisch gebied.